# Miss Mondo 1972
Miss Mondo 1972, la ventiduesima edizione di Miss Mondo, si è tenuta il 1º dicembre 1972, presso il Royal Albert Hall di Londra. Il concorso è stato presentato da Michael Aspel e David Vine. Belinda Green, rappresentante dell'Australia è stata incoronata Miss Mondo 1972.

## Risultati

### Piazzamenti
| Risultato       | Concorrente |
| --------------- | --- |
| Miss Mondo 1972 | - Australia - Belinda Green |
| 2ª classificata | - Norvegia - Ingeborg Sorensen |
| 3ª classificata | - Israele - Chana Ordan |
| 4ª classificata | - Austria - Ursula Pacher |
| 5ª classificata | - India - Malathi Basappa |
| Finaliste       | - Finlandia - Tuula Anneli Björkling - Regno Unito - Jenny McAdam |
| Semifinaliste   | - Filippine - Evangeline Reyes - Guam - Marylou Pangelinan - Jugoslavia - Biljana Ristić - Messico - Gloria Gutiérrez - Seychelles - Jane Stravens - Stati Uniti - Lynda Carter - Sudafrica - Stephanie Reinecke - Thailandia - Jintana Jitsophon |

## Concorrenti
- Africa meridionale - Cynthia Shange
- Antille Olandesi - Sandra Werleman
- Argentina - Olga Edith Cognini Ferrer
- Australia - Belinda Green
- Austria - Ursula (Uschi) Pacher
- Bahamas - Heather (Hedda) Cleare
- Belgio - Anne-Marie Roger
- Bermuda - Helen Brown
- Botswana - Agnes Motswere Letsebe
- Brasile - Ângela Maria Favi
- Canada - Bonny Brady
- Costa Rica - María Victoria (Vicki) Ross González
- Ecuador - Patricia Falconí
- Filippine - Evangeline Rosales Reyes
- Finlandia - Tuula Anneli Björkling
- Francia -  Claudine Cassereau
- Germania -  Heidemarie Renate Weber
- Giamaica - Gail Geraldeen Phillips
- Giappone - Akiko Kajitani
- Gibilterra - Rosemarie Vivian Catania
- Grecia - Helen Lykissa
- Guam - Maria Louise (Marylou) Pangelinan
- Honduras -  Doris van Tuyl
- Hong Kong - Gay Mei-Lin
- India - Malathi Basappa
- Irlanda - Pauline Therese Fitzsimons
- Islanda - Rosa Helgadóttir
- Israele -  Hanna Urdan
- Italia - Laura Romano
- Jugoslavia - Biljana Ristic
- Liberia - Cecelia Armena King
- Malaysia - Janet Mok Swee Chin
- Malta -  Jane Attard
- Mauritius -  Marie Ange Bestel
- Messico - Gloria Gutiérrez López
- Norvegia - Ingeborg Marie Sorensen
- Nuova Zelanda - Kristine Dayle Allan
- Paesi Bassi - Monique Borgeld
- Paraguay - Rosa Angelica Mussi
- Porto Rico - Ana Nisi Goyco
- Portogallo - Anita Marques
- Regno Unito - Jennifer Mary McAdam
- Rep. Dominicana - Teresa Evangelina Medrano
- Seychelles - Jane Edna Straevens
- Singapore - Rosalind Lee Eng Neo
- Spagna - Maria del Carmen Muñoz Castañón
- Stati Uniti - Lynda Jean Córdoba Carter
- Sudafrica - Stephanie Elizabeth Reinecke
- Svezia - Rita Rudolfsson Berntsson
- Svizzera - Astrid Vollenweider
- Thailandia - Jintana Jitsophon
- Turchia - Feyzal Kibarer
- Venezuela - Amalia Heller Gómez